# Anschlag
Ein Anschlag ist ein Angriff, bei welchem Dinge beschädigt bzw. zerstört werden oder Personen angegriffen und dabei verletzt oder getötet werden. Beispiele für solche Taten sind Sprengstoff- oder Brandanschläge. Verbunden mit einer solchen Tat sollen auch immer Werte einer Gesellschaft getroffen werden. Merkmale sind eine verdeckte Planung und eine überraschende Ausführung. Es kann zwischen mehreren Arten unterschieden werden. Ein Anschlag mit einem terroristischen Hintergrund ist ein Terroranschlag. Eine Tat, bei welcher eine ganz bestimmte Person tödlich verletzt werden soll, wird als Attentat bezeichnet. Die Beschädigung von Infrastruktur wird als Sabotage bezeichnet. Hat die Tat keinen Erfolg, wird dies als versuchter Anschlag gewertet.